# Alfred Franke
Alfred Franke (ur. 12 grudnia 1895 w Częstochowie, zm. prawdopodobnie 1940) – polski lekarz-chirurg, działacz społeczny związany z Częstochową.

## Życiorys
Alfred Franke urodził się w rodzinie wyznania ewangelickiego, był synem Adolfa Franke, wieloletniego radnego miasta Częstochowy oraz jego żony Wandy Schleicher. W 1920 skończył studia medyczne na Uniwersytecie Warszawskim i wstąpił na ochotnika do Wojska Polskiego, by walczyć w obronie Lwowa.
1 stycznia 1920 mianowany podporucznikiem sanitarnym w baonie zapasowym 5 pułku piechoty Legionów.
Po wojnie powrócił do Częstochowy, gdzie zamieszkał w domu rodzinnym (obecnie znanym jako Dom Frankego) w al. NMP 14. Objął posadę lekarza w szpitalu i włączył się w działalność społeczną Towarzystwa Lekarskiego oraz rozwinął działalność charytatywną wśród młodzieży ewangelickiej. Został także mianowany na stanowisko ordynatora miejskiego szpitala.
W 1927 powołał w Częstochowie Stowarzyszenie Pracy Społeczno-Wychowawczej im. Marszałka Józefa Piłsudskiego; od 1930 był jego prezesem. Był zaangażowany w działalność wielu organizacji kombatanckich i utrzymywał bliskie kontakty z częstochowskimi wyższymi oficerami. Był wiceprezesem Klubu Ogólno-Sportowego „Victoria”, a także inicjatorem powstania Koła Sportowego „Brygada” u zbiegu ulic Kazimierza Pułaskiego i 7 Kamienic oraz jego pierwszym prezesem. Wśród gości zapraszanych do jego domu znajdowali się gen. Mieczysław Dąbkowski, gen. Wacław Stachiewicz, gen. Janusz Gąsiorowski, płk Kazimierz Janicki i płk Stanisław Maczek.
W przededniu II wojny światowej zmobilizowany do wojska. W sierpniu 1939 został komendantem szpitala wojskowego w Równem, gdzie po agresji sowieckiej został aresztowany i przewieziony do obozu zbiorczego w Szepietówce, a następnie do Starobielska. Jego nazwisko widnieje na listach zamordowanych w siedzibie charkowskiego zarządu NKWD w kwietniu i maju 1940. Nie ma jednak pewności, czy faktycznie został zamordowany. Po wojnie do jego rodziny zgłosili się dwaj oficerowie z informacjami, że trafił do łagru i w 1945 był widziany w obozie w Archangielsku. Na cmentarzu ewangelicko-augsburskim w Warszawie na rodzinnym grobowcu znajduje się tablica inskrypcyjna Alfreda Franke bez określenia miejsca i daty śmierci.
W 2003 została odsłonięta w Częstochowie tablica pamiątkowa na domu, w którym  mieszkał.

## Życie prywatne
W 1925 ożenił się z Elżbietą Buhle (1906−1972) była ona jedną z najlepszych w Polsce tenisistek, miał z nią trójkę dzieci: córkę Halinę Leszczyńską (1928−1983) profesor chemii, twórczynię nowoczesnego systemu oczyszczania siarki, Irenę Smólską (1926−2003) profesor medycyny, lekarza kardiochirurga dziecięcego oraz syna Tadeusza (ur. 1934) – inżyniera.
W 1938 został odznaczony Złotym Krzyżem Zasługi za pracę i działalność społeczną.